# رايدن
رايدن إحدى شخصيات لعبة القتال مورتال كومبات.

## نظرة عامة
إله الرعد في كون مورتال كومبات، يعرف أيضاً باسم اللورد رايدن، وهو أحد حماة عالم الأرض، ولرايدن قدرات خارقة للطبيعة كثيرة مثل التحكم بالبرق، والطيران. كشخص خالد تعود ذكرياته إلى بداية الزمان. ومن غير الممكن قتل رايدن، فحتى إذا هيئته الفانية دمرت، سيعود بهيئة مادية في وقت لاحق. وهو يطارد كل من يحاول أن يؤذي عالم الأرض.

## وصلات خارجية
- Raiden at the قاعدة بيانات الأفلام على الإنترنت